# 中国（上海）国际技术进出口交易会
中国（上海）国际技术进出口交易会（简称上交会）是在中華人民共和國上海市舉辦的技术贸易专业展会。上交会由中华人民共和国商务部、中华人民共和国科学技术部、国家知识产权局和上海市人民政府聯合主办，上海市国际技术进出口促进中心、中国机电产品进出口商会、东浩兰生（集团）有限公司共同承办。首屆上交會於2013年舉行。

## 外部連結
- 官方网站